# Пасценций II

Франкское государство в 561 году

Пасценций II (Паскентий II; лат. Pascentius II; умер не позднее 569) — епископ Пуатье (между 561 и 567 — не позднее 569).

## Биография
Пасценций II упоминается в трудах двух его современников: Григория Турского и Венанция Фортуната.
О происхождении Пасценция II достоверных сведений не сохранилось. В «Истории франков» Григория Турского сообщается, что до получения епископского сана Пасценций был настоятелем аббатства Святого Илария в Пуатье.
В списках епископов Пуатье, наиболее ранний из которых составлен в XII веке, Пасценций II назван преемником святого Пиенция. Он взошёл на епископскую кафедру при правившем в 561—567 годах короле франков Хариберте I. Возможно, это произошло в 564 году. По свидетельству Григория Турского, Хариберт I повелел поставить новым епископом Пасценция II, отвергнув кандидатуру Австрапия. Этот Австрапий сначала был герцогом, но затем получил духовный сан и стал епископом в крепости Селл (современный Шамтосо), находившейся на территории Пуатевинской епархии. По повелению короля Хлотаря I он должен был после смерти Пиенция сменить того на епископской кафедре. Однако Пиенций пережил Хлотаря I: он скончался, когда престол уже занимал Хариберт I. Этот же монарх, не смотря на протесты Австрапия, приказал поставить главой епархии Пасценция II. Позднее Австрапий погиб во время мятежа тайфалов, и его приход был возвращён в состав епархии Пуатье.
Пасценций II поддерживал хорошие отношения и с видными персонами своего времени, в том числе, с Радегундой. Однако, в отличие от епископа Пиенция, он, вероятно, не принимал непосредственного участия в строительстве аббатства Святого Креста. В 567 году Пасценций II приютил в Пуатье и взял под покровительство Венанция Фортуната. В благодарность за заботу тот посвятил епископу написанные вскоре после приезда прозаические сочинения «Житие святого Илария» и «Чудеса святого Илария», повествующие о святом покровителе города Пуатье Иларии Пиктавийском. Возможно, основу этих произведений составила информация, полученная Венанцием Фортунатом от Пасценция II.
В 567 году Пуатье был одним из франкских городов, через которые проследовала принцесса Галесвинта, направлявшаяся к своему жениху Хильперику I. По этому случаю Венанций Фортунат написал поэму, прославлявшую новую супругу франкского короля.
После смерти короля Хариберта I в 567 году Пуатье был захвачен королём Хильпериком I. В следующем году враги этого монарха, король Австразии Сигиберт I и король Бургундии Гунтрамн, отправили к городу войско под командованием патриция Эвния Муммола. Против него выступило местное ополчение во главе с Базилием и Сигарием. Однако в сражении оно было разбито, а его военачальники убиты. После этого жители Пуатье должны были отказаться от подчинения королю Хильперику I и принести присягу в верности Сигиберту I. В том же году присоединение Пуатье к Австразии было утверждено соглашением о разделе владений Хариберта I, заключённым всеми тремя франкскими королями — Сигибертом I, Хильпериком I и Гунтрамном.
Дата смерти Пасценция II точно не известна. Он скончался не позднее 569 года, когда новым епископом Пуатье уже был Маровей. В одном из стихотворений Венанций Фортунат писал, что Пасценций II был твёрд в защите христианских догм, любим своей паствой, и являлся достойным продолжателем дел святого Илария Пиктавийского.

## Комментарии
1. ↑  В труде Л. Дюшена ошибочно утверждается, что Пасценций управлял аббатством Святого Максенция[фр.][1].
2. ↑  По мнению Б. Думезиля, приезд Галесвинты состоялся в 568 году[17].